# Melisophista geraropa
Melisophista geraropa är en fjärilsart som beskrevs av Edward Meyrick 1927. Melisophista geraropa ingår i släktet Melisophista och familjen glasvingar. Inga underarter finns listade i Catalogue of Life.